# 業平橋 (芦屋市)

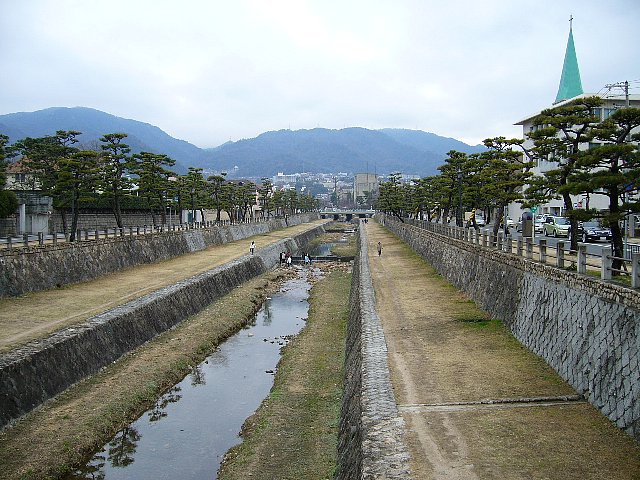
芦屋警察署西に架かる公光橋（鳴尾御影線）から北へ、業平橋を見る。右の尖塔屋根はカトリック芦屋教会。

業平橋（なりひらばし） は、兵庫県芦屋市を流れる芦屋川に架かる、国道2号の橋。現在の橋は1925年（大正14年）竣工で、阪神国道（現在の国道2号）の整備とともに架けられた2代目にあたる。土木学会選奨土木遺産。

## 解説
江戸時代、芦屋付近で西国街道は「本街道」と「浜街道」に分かれて並走していた。本街道はおおむね現在の国道2号沿い、浜街道はおおむね現在の国道43号沿いにあたるとされる。明治期には、大阪と開港地神戸を結ぶ重要な交通路となり「阪神国道」と呼ばれるようになった。
1915年（大正4年）から1916年（大正5年）にかけて、精道村（のちの芦屋市）は「芦屋川第一次大改修工事」を行い、これに伴って1917年（大正6年）に現在地に木造の初代「業平橋」が架橋された。「業平橋」の名は、芦屋に暮らしたとされる平安時代の歌人・在原業平に由来している。
阪神国道の交通量の増大を踏まえ、大正期には線形改良や道路幅拡張などの大規模な改修工事が行われることとなった。阪神国道の改築工事に伴い、業平橋の架け替えが行われ、1925年（大正14年）に現在の業平橋（二代目）が竣工した。橋の中央には路面電車（阪神国道電軌。のち阪神電気鉄道阪神国道線）の軌道も敷かれ、橋上には芦屋川停留所が設けられた。
1935年（昭和10年）8月29日の集中豪雨の際には、業平橋の上まで水が上がったが辛うじて流出には至らなかった。1938年（昭和13年）7月の阪神大水害では大きな損傷を受けた。
1974年（昭和49年）に阪神国道線は廃止された。
2012年、業平橋も含めた「芦屋川の文化的景観」は芦屋市の指定文化財（記念物）に指定された。
2018年（平成30年）度には、業平橋は土木学会選奨土木遺産に認定された。

## 周辺
業平橋東詰の下流側には業平公園が整備されている。
1935年（昭和10年）、業平橋下流側の芦屋川沿いにクロマツが植樹された。1949年（昭和24年）には業平川橋上流側の芦屋川沿いにサクラが植樹されている。芦屋川右岸（西岸）の道路には、業平橋から上流（開森橋まで）の両岸の道路には「業平さくら通り」、業平橋から下流（河口まで）の両岸の道路には「芦屋川松風通り」の愛称が付けられている。
1本上流の橋は大正橋（山手幹線）、1本下流の橋は公光橋（鳴尾御影線）である。
- JR西日本 芦屋駅
- 阪神電鉄 芦屋駅
- 阪急電鉄 芦屋川駅
- 芦屋警察署
- カトリック芦屋教会
- 芦屋市民センター
- 芦屋仏教会館